# Danieli Automation
Danieli Automation è un'azienda italiana del gruppo Danieli con sede a Buttrio (Udine) ed è una delle leader mondiali nelle automazioni di processo per impianti siderurgici.

## Storia
La Danieli Automation è stata fondata nel 1969 a Buttrio su iniziativa dell'ing. Luigi Danieli come CEDA (Costruzioni Elettromeccaniche Dispositivi Automazione), diventando poi Danieli Centro Automation negli anni '90, per assumere infine l'attuale denominazione nel 2004.
Nata col compito di affiancare la casa madre Danieli Officine Meccaniche SpA, per la progettazione e realizzazione delle apparecchiature elettriche e di automazione delle macchine da essa prodotte, negli anni si è poi sviluppata divenendo oggi un riferimento mondiale nel settore.

## Prodotti
Danieli Automation produce sistemi di controllo di processo e automazione che coprono l'intero ciclo dell'industria metallurgica. La gamma di prodotti e servizi comprende sistemi di automazione per: 
- Metallurgia primaria e secondaria
- Colate continue per prodotti piani e lunghi
- Laminatoi per prodotti piani, lunghi e tubi
- Linee di processo per prodotti piani

Ed inoltre:
- Sistemi di controllo della produzione
- Equipaggiamenti elettrici di potenza
- Strumenti di misura per impianti siderurgici